# Транспорт Витебска
Транспорт Витебска

## История транспорта в Витебске
Раздел пуст

## Автомобильный транспорт
Витебск — крупный транспортный узел на северо-востоке Беларуси.
В 5 км восточнее города проходит магистраль М8E 95. В Витебске пересекаются следующие автодороги: 
Магистраль: М3 (Минск — Витебск), 
Дороги: 
Р20 (Витебск — Полоцк — пункт пропуска Бигосово (граница Латвии)),
Р21 (Витебск — Лиозно — Заольша),
Р25 (Витебск — Сенно — Толочин), 
Р87 (Витебск — Орша, «старооршанская дорога»),
Р112 (Витебск — Сураж — Стайки),
Р115 (Витебск — Городок).
В городе находятся автовокзал. Автобусные маршруты связывают Витебск с Берлином, Даугавпилсом, Москвой, Ригой, Санкт-Петербургом, а также многими городами Беларуси.

### Витебская кольцевая автодорога
Строительство началось в 1970-х годах, был сдан 1й участок объездной автодороги Н2300-Р87.
В ноябре 2008 сдан в эксплуатацию участок, соединяющий трассы Р20 и Р25.
И 28 сентября 2012 в 8 часов 52 минуты по местному времени объездная дорога была открыта. 
В 2013 году новым планом города утверждено соединение напрямую участка Р20-Н2300.

## Железнодорожный транспорт

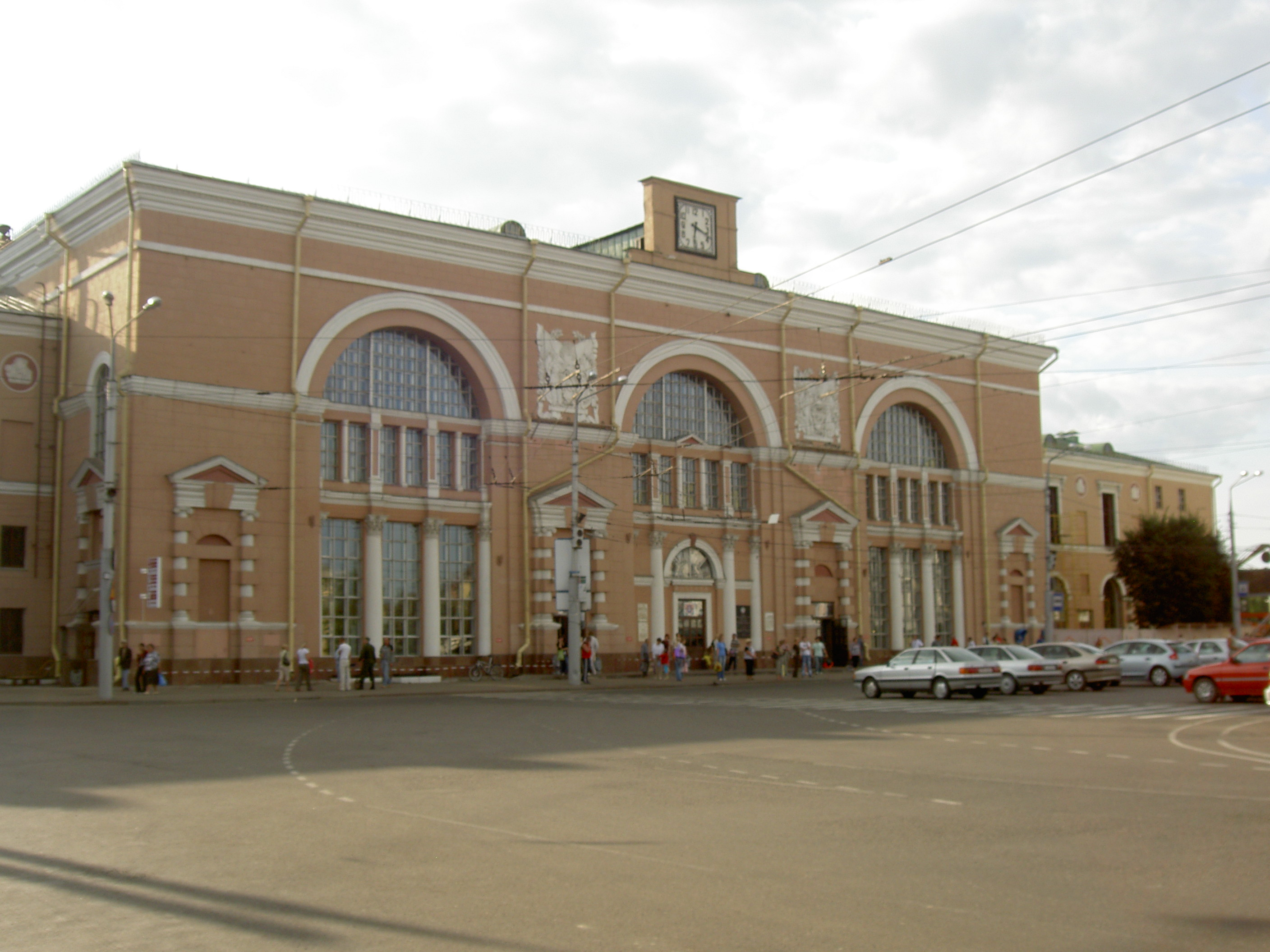
Железнодорожный вокзал до реконструкции

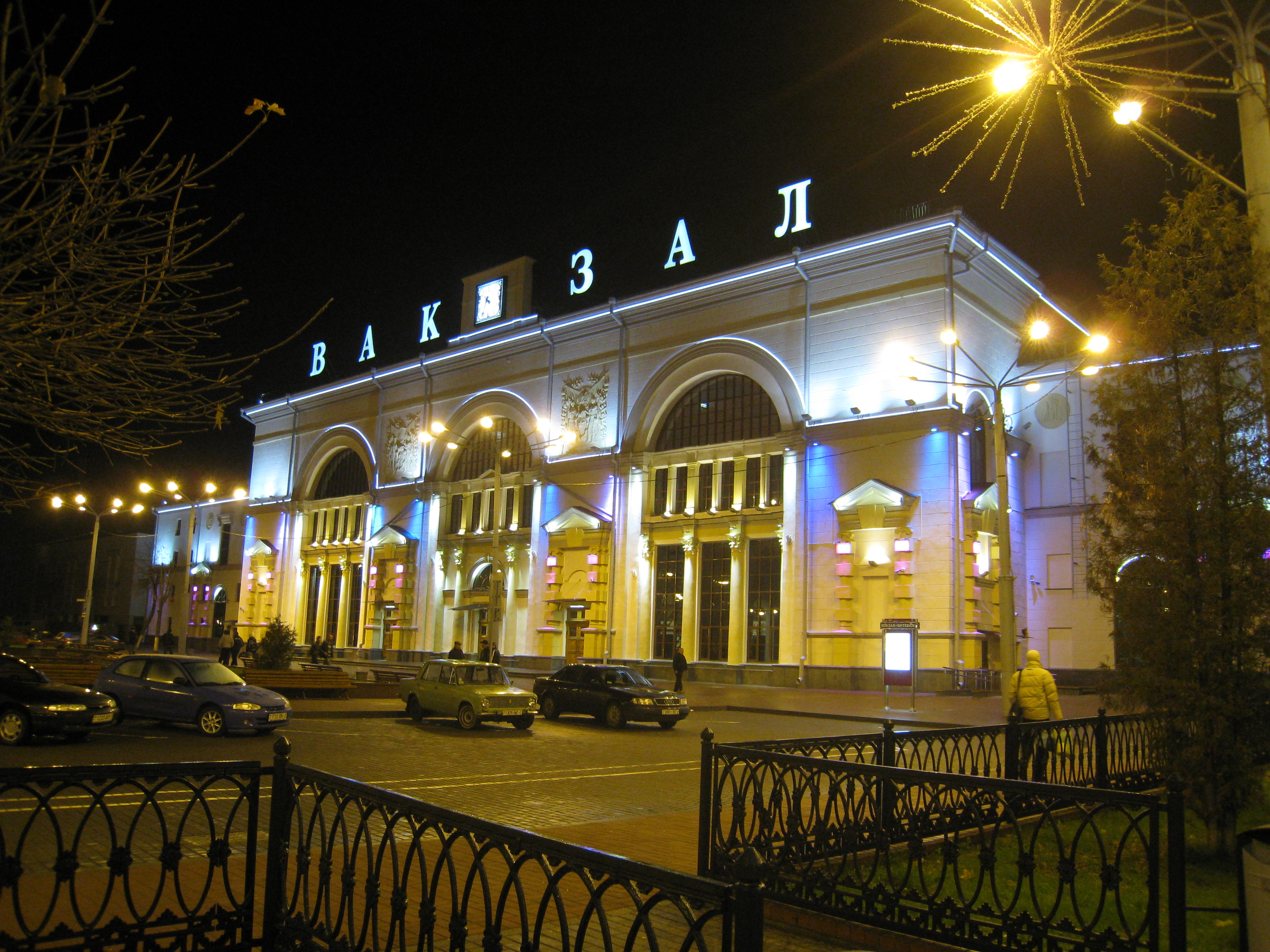
Железнодорожный вокзал после реконструкции

Витебск является узлом железных дорог на Смоленск, Санкт-Петербург, Гомель, Полоцк. Железнодорожный вокзал обслуживает пассажиров как дальнего, так и пригородного направлений.
В 2010 году завершена реконструкция здания железнодорожного вокзала и прилегающей территории.

## Городской транспорт

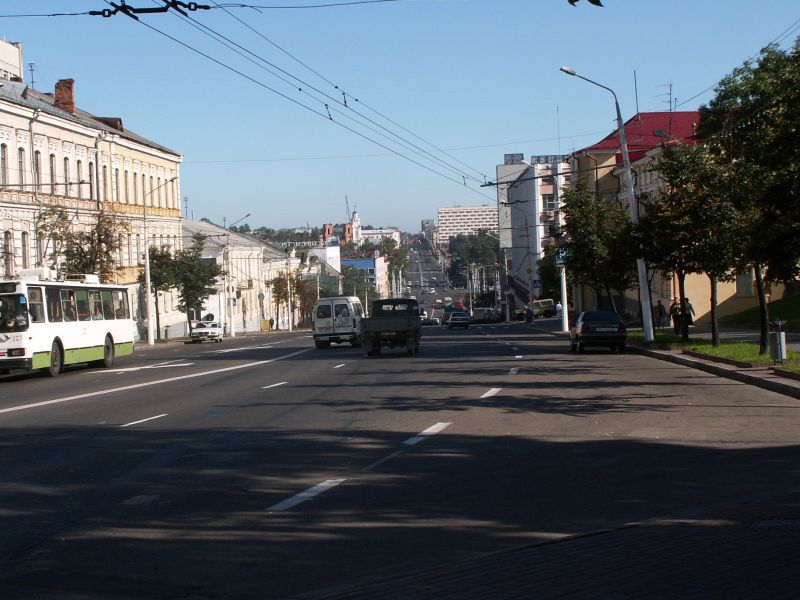

Городской общественный транспорт представлен 9-ю трамвайными (первый трамвай пущен в 1898 году), 12-ю троллейбусными, 53-я автобусными маршрутами. Также действуют маршрутные такси, осуществляющие движение по 41 маршруту. 22 сентября 2021 года электробус модели «МАЗ-303Е10» появился в Витебске
Эта модель, согласно нормативам вмещает 72 пассажиров, 30 из них могут ехать сидя (14 мест на низком полу). Электробус построен на базе низкопольного городского автобуса третьего поколения «МАЗ-303», который выпускается с 2019 года.
Машины начинены электроникой и относятся к пассажирскому городскому электрическому транспорту. Поэтому работать на них будут водители троллейбусов, но с «автобусной» категорией «D». Обучение проходит на базе ОАО «Витебскоблавтотранс» филиал «Автобусный парк №1 г.Витебска». 
Новый электробус ездит на автобусных машрутакх №12 и №46.
Возле территории нашего депо монтируется зарядная станция.

## Авиатранспорт
В 10 километрах к юго-востоку от города находится аэропорт Витебск. В прошлом из него осуществлялись регулярные авиарейсы на Минск и Москву.

## Речной порт
На западной окраине города в р-не ДСК находится речной порт «Витречтранс». В 2010 году по реке Зап. Двина были пущены теплоходы «Витебск» и «Северная столица» по маршруту пл. Победы — Мазурино.